# Anders Frisk
Ander Frisk (Göteborg, 18 febbraio 1963) è un ex arbitro di calcio svedese.

## Carriera
Debuttò nella massima divisione svedese a soli 26 anni, e fu promosso internazionale nel 1991.
Ha partecipato a tre edizioni degli Europei di calcio, detenendo il record di apparizioni nella competizione, ben 8: nel 1996, in Inghilterra, diresse Russia-Rep. Ceca, nel 2000 diresse tre incontri tra cui la finale di Rotterdam Francia-Italia, e nel 2004 in Portogallo diresse quattro incontri tra cui il quarto di finale Francia-Grecia e la semifinale Portogallo-Paesi Bassi.
Ha arbitrato al Campionato mondiale di calcio 2002, venendo designato anche per l'ottavo di finale tra Spagna e Irlanda. Quattro anni prima, era stato selezionato per la rassegna iridata di 1998, ma le precarie condizioni di forma lo costrinsero a dare forfait, e al suo posto venne chiamato l'arbitro polacco Ryszard Wojcik.
In carriera ha diretto anche la finale della Confederations Cup del 1999 tra Brasile e Messico, e ha preso parte ai mondiali di calcio FIFA under 17 del 1993 in Giappone. All'estero vanta la direzione anche nella finale del Campionato europeo di calcio Under-17 del 1991, di ben tre semifinali di UEFA Champions League (2000-2002-2004) e due semifinale di Coppa delle Coppe (1997 e 1999).
Arbitro molto stimato a livello UEFA, ma spesso discusso: nel 2002 fu protagonista negativo della gara di Champions League tra Roma e Galatasaray, conclusasi con una maxi-rissa e la conseguente lunga squalifica del campo dell'Olimpico. Nel 2004 fu costretto a sospendere definitivamente la gara di Coppa dei Campioni Roma-Dinamo Kiev, dopo averla diretta in modo contestato, in seguito alla ferita alla testa subita per il lancio di una monetina dalla tribuna durante il ritorno negli spogliatoi per la fine del primo tempo.
Concluse la carriera anzitempo nel 2005, subito dopo l'ottavo di finale di Coppa dei Campioni tra Barcellona e Chelsea, a causa delle pesanti minacce e pressioni ricevute successivamente a quella direzione di gara (il tecnico del Chelsea José Mourinho lo accusò di aver favorito il Barcellona, lasciando il Chelsea in 10 e invitando tra l'altro il tecnico dei blaugrana Frank Rijkaard nel proprio spogliatoio durante l'intervallo).
Nel 2005 la FIFA gli conferisce il prestigioso FIFA Presidential Award..